# Трап (морской термин)

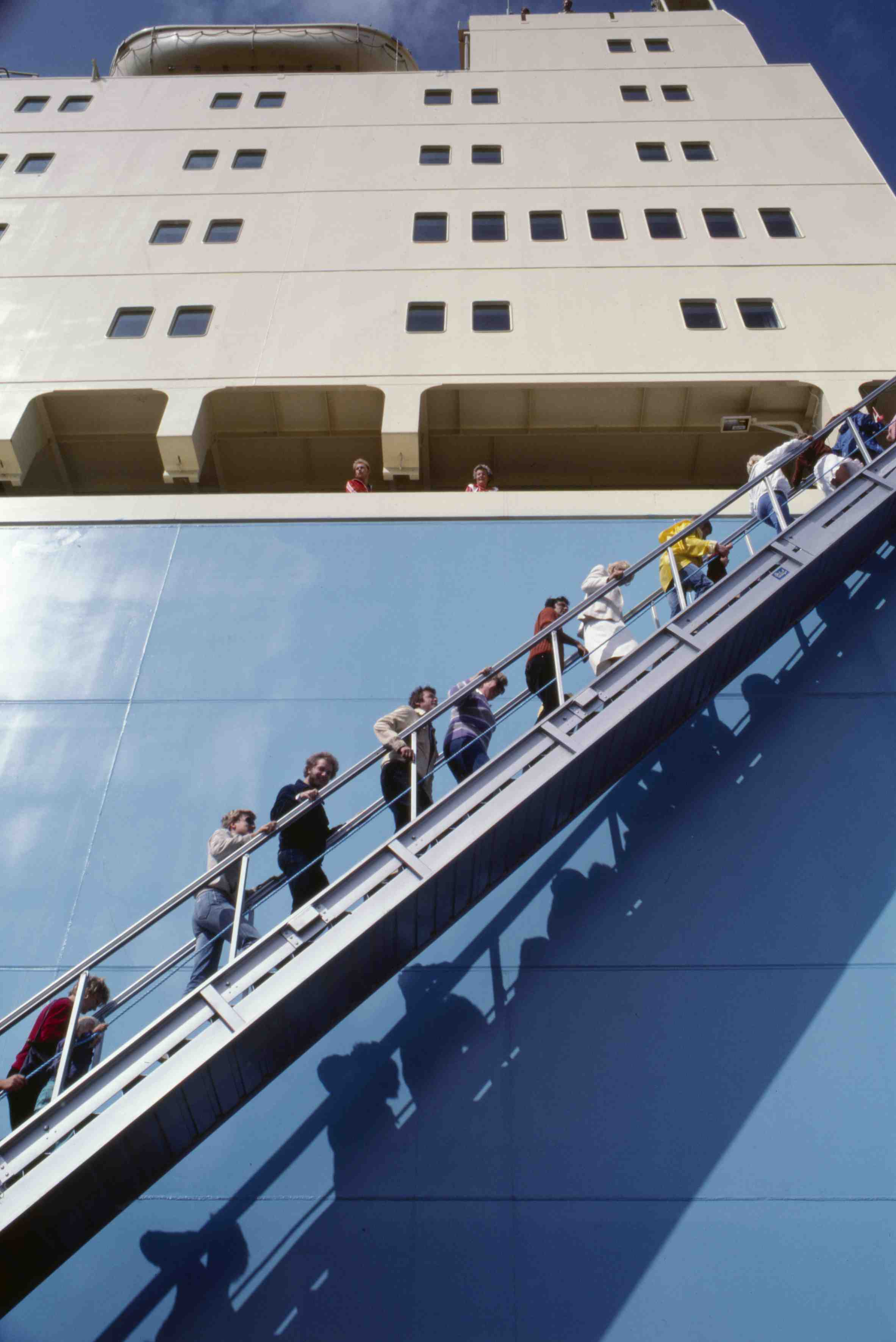
Трап для подъёма на борт контейнеровоза

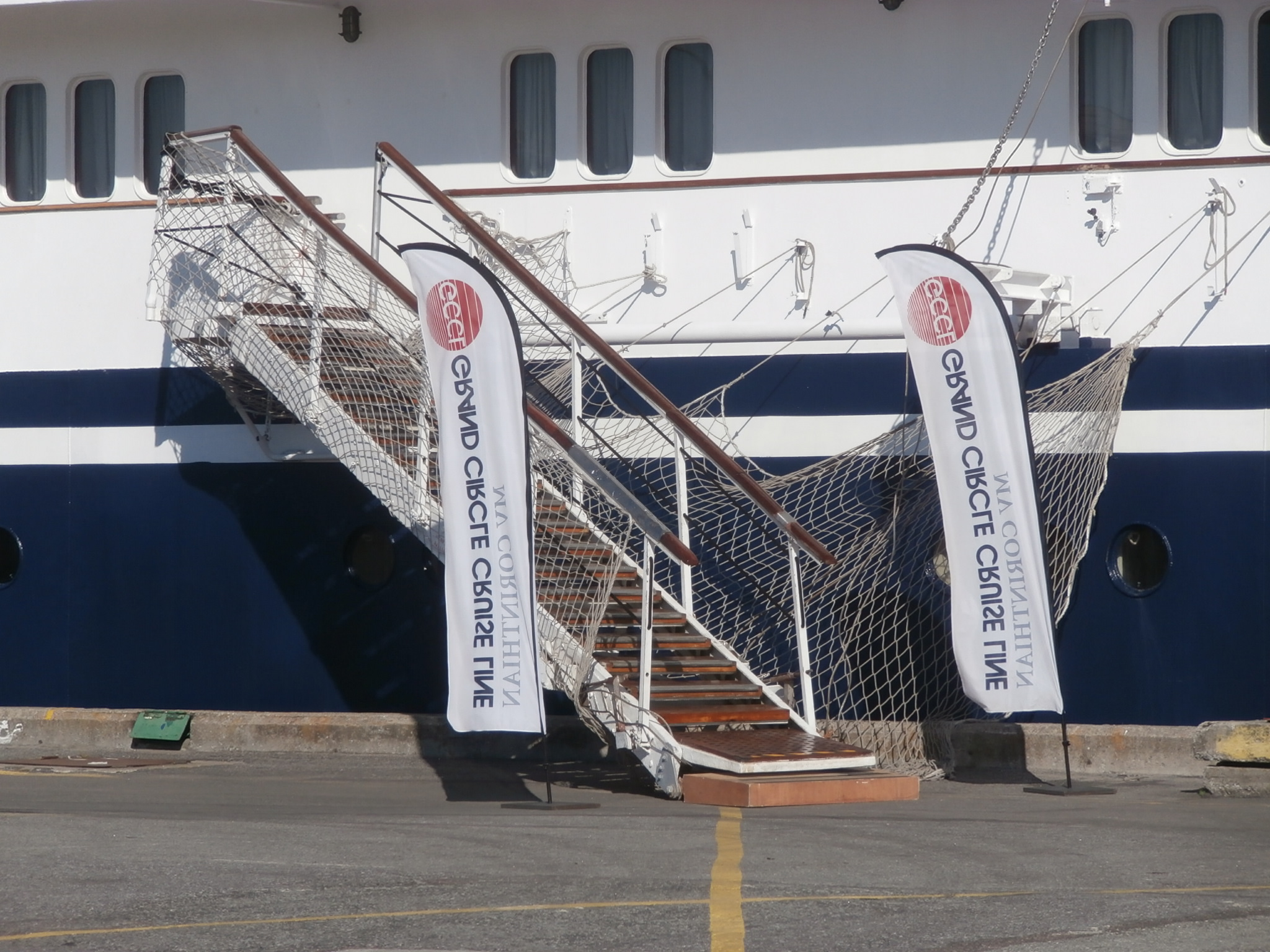

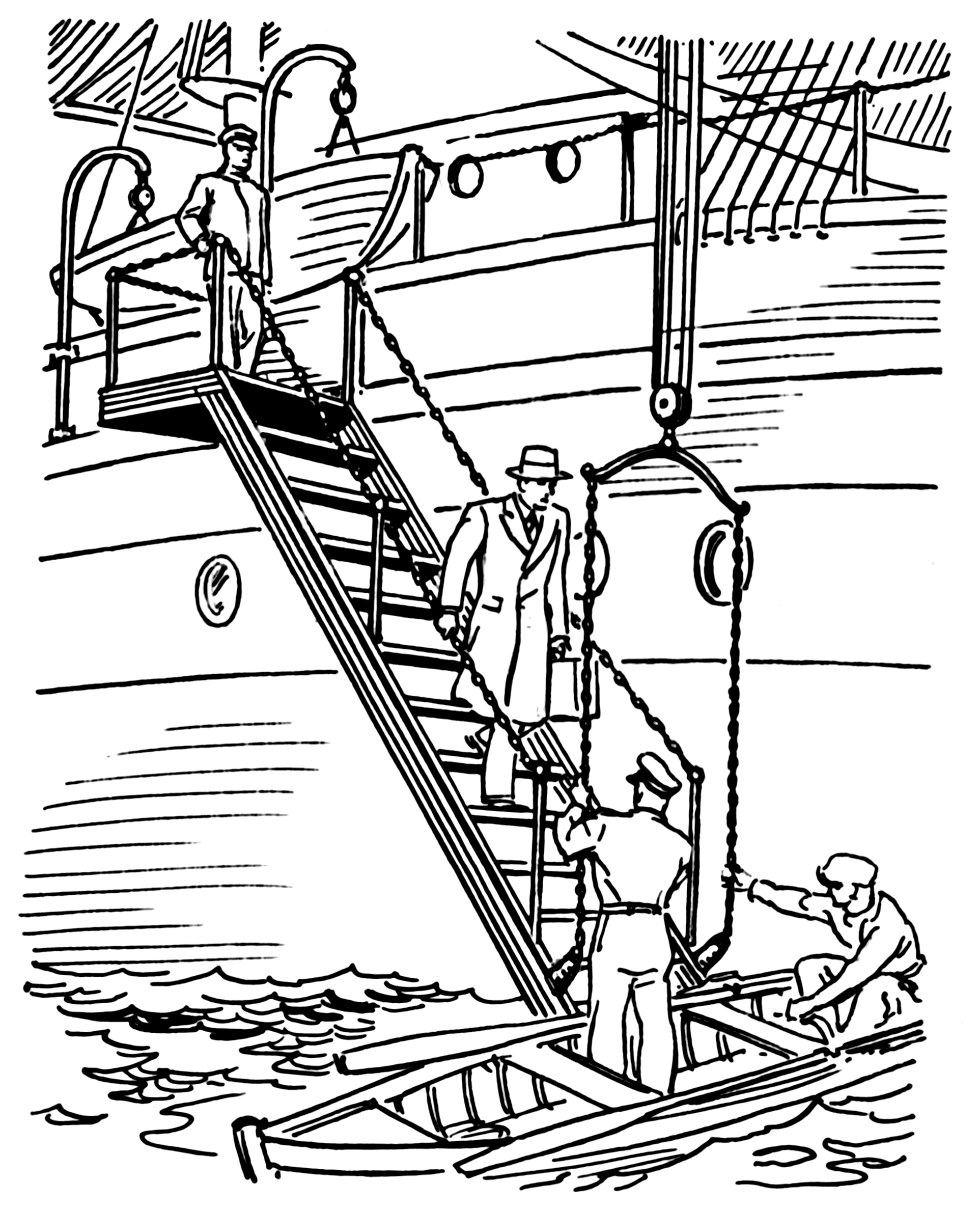
Забортный трап

Трап (от нидерл. trap; англ. ladder) — ступенчатая сходня, лестница, любого типа стационарная судовая лестница для сообщения между помещениями, отсеками, палубами судна, берегом, а также переносные гибкие лестницы из растительного (или синтетического) троса (см. штормтрап, штуртрап — веревочная лестница с кормы).
Трапы относятся к дельным вещам. Нестационарная судовая лестница для схода с судна на берег называется «сходней». Нестационарная перемещаемая небольшая лестница для помощи лоцману сойти с планширя фальшборта на палубу (или подняться с палубы на планширь фальшборта) называется «полутрапом».

## Описание
Трапы различаются по местоположению на судне (внутренние и наружные трапы), по ширине рабочего проёма (однопоточные и двухпоточные трапы), по способу крепления (стационарные, съёмные и переносные трапы) и по ориентации относительно палубы судна (наклонные и вертикальные трапы).
На военных кораблях, в зависимости от установленного распорядка, часть трапов используется для одностороннего движения (только вверх или только вниз).
Полутрап (англ. bulwark ladder) — нестационарная, переносная небольшая наклонная лестница для помощи лоцману сойти с планширя фальшборта на палубу (или подняться с палубы на планширь фальшборта). Имеет поручни для рук.
Внутренние трапы на пассажирских судах художественно оформлены, имеют бо́льшую ширину и малый наклон.
Вертикальные скоб-трапы — вертикальные или почти вертикальные ступени из стальных выгнутых в букву П квадратных профилей (круглый профиль не одобрен, так как нога скользит), не имеющие поручней и тетивин. Квадратный профиль должен быть повёрнут так, чтобы нога вставала на угол (меньше скольжения, но обувь быстро выходит из строя). Устанавливают часто на мачтах, дымовых трубах, шлюпбалках, в шахтах, трюмах, башнях. Скоб-трапы состоят из стальных прутьев (скоб), привариваемых одна над другой с некоторым интервалом.
Забортный трап (англ. accommodation ladder) — трап, прикреплённый одной стороной к борту судна и убирающийся с помощью траповой лебёдки через трап-балку при состоянии судна «по-походному». Устанавливается на судах при стоянке на рейде или у причала, служит для входа и схода с судна на шлюпку (катер) или непосредственно на причал. Забортные трапы поднимаются и опускаются при помощи трап-балок — грузоподъёмных механизмов, оснащённых талями и предназначенных для спуска, подъёма и удержания на заданном уровне нижних площадок забортных трапов.
Парадный забортный трап — это то же, что и забортный трап для приёма посетителей.
Парадный внутренний трап на пассажирских судах и на некоторых старых сухогрузах — трап большой площади, напоминающий по конструкции главную лестницу в Эрмитаже. На сухогрузах типа «Ленинский Комсомол» (постройки с 1958 по 1968 года) были такие трапы. На пассажирских судах подобные трапы — обычное явление.
Вертикальный трап — обычная стального исполнения лестница, прикреплённая строго вертикально к переборке судна. Этот трап без поручней и может иметь предохранительные кольца, чтобы человек не упал с него, а опёрся спиной или боком в кольцо.
Наклонный трап — конструкция та же, что и у вертикального трапа, но крепится под небольшим наклоном и может иметь поручни для рук.
Австралийский трап (англ. australian ladder) — трап стального исполнения, расположенный в трюме, возникший в конце XX-го века в связи с появлением больших балкеров и требованием Австралии иметь в каждом грузовом трюме один трап австралийского типа (каждый трюм должен иметь 2 трапа и второй трап, как правило — вертикальный). Трап представляет собой витую стальную наклонную лестницу, имеющую достаточное количество горизонтальных площадок, чтобы человек мог передохнуть. Трап хорошо защищён со всех сторон во избежание падения человека. Если вначале трап был обязателен в трюмах для балкеров с высотой трюма более 9 метров, следующих в Австралию, то в XXI-м веке австралийский трап стал международным требованием.
Штормтрап — гибкий переносной трап из растительного или синтетического троса с плоскими деревянными балясинами. Расстояние между балясинами — 310 мм. Пятая балясина — длинная, а затем каждая девятая балясина — длинная для уменьшения момента вращения трапа при его использовании. Подвешивается к выстрелу или опускается вдоль борта судна. Шторм-трап служит для сообщения между судами разных размеров при интенсивном волнении, когда использовании забортного трапа затруднительно. Этот трап легко переносится вдвоем. Трап одобрен в случае наличия на него соответствующего сертификата и требует ежегодной сдачи его на проверку для подтверждения пригодности его использования и выдачи нового сертификата. Этот трап требует периодического осмотра и есть нормы, по которым он может быть признан непригодным к использованию. Получил название от того, что незаменим для поднятия на борт в плохую, штормовую погоду. Используется для приёма и сдачи лоцмана, снятия осадок, спуска в шлюпку или любое меньшее по высоте надводного борта плавающее средство (например, при бункеровке в море обеспечивает связь между бункеруемым судном и бункеровщиком, спуск в спасательный плот), помощи попавшему в воду человеку подняться на борт судна.
Обезьяний трап (англ. monkey ladder) — переносной трап из растительного троса с круглыми деревянными ступенями, более лёгок и более гибок, чем штормтрап, но в последние десятилетия не одобрен по технике безопасности и поэтому сертификат на него не выдаётся. Однако обезьяний трап незаменим при снятии кормовых осадок с борта судна — но в этом случае техника безопасности молчит, так как в случае падения с трапа человек падает в воду. Этот трап требует хорошей физической подготовки и умения им пользоваться. Легко переносится одним человеком. Этот трап требует периодического осмотра и есть нормы, по которым он может быть признан непригодным к использованию. Такого типа трап используется в вертолётах для спуска человека на судно или подъёма с палубы, но используется уже реже. Трап получил своё название в Англии, так как требует ловкости обезьяны для его использования.
Шлюпочный трап (или трапик) — небольшой по длине трап в шлюпке, абсолютно похожий на обезьяний трап, из растительного троса с круглыми, как правило, ступеньками. Служит для помощи человеку забраться в шлюпку из воды. Точно такой же трапик есть в некоторых типах спасательных плотов старого образца, там называется «трапик».
Аварийный трап ((англ. safety ladder)) — штормтрап, закрепленный скобами к палубе у спасательных средств для помощи человеку спуститься по нему на спущенное на воду спасательное средство. Это тот же штормтрап, но используемый только для спасательных целей и никто не имеет право снять его для другого использования — это безопасность.
Лоцманский трап (англ. pilot ladder) — это, можно сказать, второе название штормтрапа, так как штормтрап используется для приёма и снятия лоцмана в любую погоду. Также забортный трап, приспущенный до уровня палубы лоцманского катера в спокойную погоду (для лоцманских целей) называют «лоцманским трапом» с большой натяжкой и только по радио, чтобы дать понять лоцману, забортный трап приготовлен для лоцмана.
Комбинированный трап (англ. combination ladder) — если высота надводного борта более 9-и метров и более 4,5 метров, то для приёма и сдачи лоцмана должен быть оборудован комбинированный трап. То есть, забортный трап приспускают так, чтобы от его нижней площадки до воды было менее 9-и метров, а штормтрап (лоцманский трап) разворачивают до воды и крепят в месте близком к нижней площадке забортного трапа так, чтобы человек легко мог перейти с одного трапа на другой в соответствии с международными нормами.
Есть такое международное понятие made fast («закрепились, ошвартовались»), то есть по окончании швартовки судно готово к приёму властей порта. Считается, что судно закончило швартовку в момент окончательной и полной установки правильно оборудованного трапа или сходни с судна на берег, не в момент закрепления последнего швартова.